# 肺炎球菌感染
肺炎球菌感染（英語：pneumococcal infection）是指由肺炎鏈球菌（Streptococcus pneumoniae）引發的感染。
肺炎鏈球菌是5–10%健康成人及20–40%健康兒童鼻咽中常見的細菌，但亦可導致嚴重疾病，如肺炎、細菌性腦膜炎及膿毒病。據世界衛生組織2005年估計，肺炎球菌感染導致全球160萬名兒童死亡。
傳染途徑可經由人與人之間直接接觸到帶菌的口鼻分泌物，或經由吸入含有此病原菌之飛沫，通常需要長時間或密切接觸才可能遭受感染。肺炎鏈球菌的帶菌者可能會因為本身免疫功能減低或同時感染呼吸道病毒性疾病等，導致細菌從呼吸道或血液侵襲器官，進而引發中耳炎、敗血症、菌血症、肺炎及腦膜炎。而一旦引发脑膜炎，存活下来的孩子有30%—40%可能伴有严重智力和神经精神方面的后遗症。
由于疫苗施打工作不足，中国大陆5岁以下儿童肺炎球菌性感染病例数占全球第二位，仅次于印度，中国大陆该年龄组中每年约发生174万例严重肺炎球菌疾病，其中约3万名儿童因此而丧命。世界卫生组织于2015年4月指出，过去10多年来，中国的国家免疫规划已取得巨大成功，惟中国仍需要将肺炎球菌结合疫苗等疫苗纳入到现有国家免疫规划中才能达至世界最高标准。

## 致病原理
肺炎链球菌通常存在于5-10%健康成人和20-40%健康儿童的鼻腔和咽喉中。 在某些环境中，特别是人们长时间密切接触的地方（如日托中心、军营），其含量可能更高。它通过细菌表面黏附素与鼻咽细胞相互作用而附着。这种正常定植如果被带入耳咽管或鼻竇等区域，就可能变得具有感染性，分别导致中耳炎和鼻竇炎。如果细菌被吸入肺部且未被清除（病毒感染或吸菸引起的纤毛麻痹可能是促成因素），就会发生肺炎。该细菌的多糖荚膜使其对吞噬作用具有抗性，如果没有预先存在的抗荚膜抗体，肺泡巨噬细胞就无法充分杀死肺炎链球菌。该细菌扩散到血流（可引起血流感染）并被带到脑脊膜、关节腔、骨骼和腹膜腔，可能导致脑膜炎、脑脓肿、敗血性關節炎或骨髓炎。
肺炎链球菌具有多种毒力因子，包括前面提到的多糖荚膜，这些因子帮助其逃避宿主的免疫系统。它有能抑制补体介导的调理作用的肺炎链球菌表面蛋白，并分泌IgA1蛋白酶，这种酶可以破坏人体产生的分泌型免疫球蛋白A，并介导其与呼吸道粘膜的附着。
对于免疫球蛋白G合成受损、吞噬功能受损或肺炎链球菌清除功能缺陷的人来说，肺炎链球菌感染的风险大大增加。特别是由于先天性无脾、脾切除手术或鐮刀型紅血球疾病导致的功能性脾脏缺失，会使感染过程更加严重（脾切除后压倒性感染），需要采取预防措施。
免疫系统受损的人，如感染人類免疫缺陷病毒的人，也有更高的肺炎链球菌病风险。 在能获得治疗的艾滋病患者中，侵袭性肺炎链球菌病的风险为每年0.2-1%，病死率为8%。
肺炎链球菌性肺炎与流行性感冒之间存在关联。流感导致的气道内衬（呼吸道黏膜）和呼吸道上部系统损伤可能促进肺炎链球菌的侵入和感染。 流感还会使先天免疫系統改变为更易发生肺炎链球菌感染的状态。 1918年流感大流行中的大多数死亡都归因于细菌感染，特别是肺炎链球菌。儿童的肺炎链球菌感染与人類呼吸道合胞病毒（RSV）感染之间也存在联系。接种肺炎球菌疫苗可以降低RSV感染的住院率。
其他危险因素包括吸食、藥物注射、丙型肝炎和慢性阻塞性肺病。

### 毒力因子
肺炎链球菌在其细胞表面和细胞内表达不同的毒力因子。这些毒力因子导致了肺炎链球菌感染期间的一些临床表现。
- 多糖荚膜——通过抑制C3b介导的细菌细胞调理作用来防止宿主免疫细胞的吞噬
- 溶血素（英语：Pneumolysin）（Ply）——一种53-kDa的形成孔道的蛋白，可导致宿主细胞溶解并激活补体
- 自溶素（LytA）——该蛋白的激活使细菌溶解，释放其内部物质（如溶血素）
- 过氧化氢——对宿主细胞造成损害（可在脑膜炎期间导致神经元细胞凋亡）并对竞争性细菌（流感嗜血桿菌、腦膜炎雙球菌、金黃色葡萄球菌）具有杀菌作用[15][16]
- 性菌毛——从许多肺炎链球菌菌株表面延伸出的毛发状结构。它们有助于上呼吸道定植，并在膿毒症期间增加免疫系统产生大量肿瘤坏死因子（英语：tumor necrosis factors）的可能性，从而增加敗血性休克的风险[17]
- 胆碱结合蛋白A/肺炎链球菌表面蛋白A（CbpA/PspA）——一种能与肺上皮细胞表面碳水化合物相互作用并能抑制补体介导的肺炎链球菌调理作用的黏附素
- 遗传转化的能力可能在鼻腔定植适应性和毒力（肺感染性）中发挥重要作用[18]
- 细胞外囊泡（pEVs）——携带毒力因子的分泌囊泡，如丝氨酸-苏氨酸激酶，当被宿主上皮细胞内化后，可磷酸化Beclin 1，导致细胞自噬介导的紧密连接蛋白闭合蛋白（OCLN）降解，随后破坏肺泡上皮屏障，促进肺炎链球菌的播散[19]

## 季節性
肺炎鏈球菌感染最常發生在冬季和初春，這個時段也正是傷風感冒等上呼吸道感染的高峰期。

## 治療
治療由肺炎鏈球菌疾病大多會使用β內醯胺類抗生素。於1960年代，差不多所有肺炎鏈球菌的菌株都對青黴素敏感，但由那時開始，尤其是在高抗生素使用率的地方，對抗生素的抵抗有上升的趨勢。對青黴素有抗藥性的菌株在不同程度上亦對紅黴素、大環內酯、鹽酸克林霉素及喹諾酮有所抵抗。而肺炎鏈球菌只有對萬古黴素敏感，因它的劑量及入侵組織的問題，而不太適合使用。所以抗藥性測試需要定期進行，以配合抗體治療，但是對抗藥性測試的臨床效果卻有著爭議。現是只有少數臨床證據指青黴素配合大環內酯類抗生素能產生增幅效用。
更先進的β內醯胺類抗生素，如頭孢菌素，會被用作配合其他藥物，如萬古黴素，以治療腦膜炎及社區感染的肺炎。一種阿莫西林及克拉維酸的複方，稱為奧格門汀，則用作治療中耳炎。

## 預防
已有多種疫苗可預防肺炎球菌侵襲性感染。世界衛生組織建議兒童定期接種肺炎球菌疫苗。英國、美國、南非等國已將肺炎球菌疫苗納入兒童防疫注射計劃。

## 外部連結
- November 2nd: World Pneumonia Day Website
- Pneumococcal Vaccine Accelerated Development and Introduction Plan